# Ruta OM21 (Lima)
La ruta OM21 o "la 21" es una ruta de transporte público del área metropolitana de Lima

## Características
Esta ruta de transporte público es operada por Holding Real Express S.A, pasando por los distritos de Lima y Callao, anteriormente estaba operando por el Consorcio Grupo Orión S.A. hasta 2016. Esta ruta fue recortada al igual que IO30B y OM33, por lo cual tendrá 2 trayectos las cuales son del Norte y del Sur

### Autorización
La ruta OM21 se encuentra autorizada por la Municipalidad Provincial del Callao (MPC) y la Autoridad de Transporte Urbano (ATU).

## Tramo Norte
Es el primer tramo que conecta los distritos de Los Olivos y Jesús María. El trayecto de esta ruta consta de 64 o 65 paradas dependiendo de la dirección y dura aproximadamente 1 hora y media

### Trayecto
Los autobuses de dicho tramo comienzan a operar a las 5:00 a.m. y terminan a las 11:00 p.m. Por los distritos de Los Olivos, San Martín  de Porres, Callao, Lima, Breña y Distrito de Jesús María en las provincias de Lima y Callao pasando por lugares importantes como el Óvalo Huandoy, Hospital II Lima Norte Luis Negreiros Vega, Plaza de Armas de San Martín de Porres, Coliseo Amauta, Plaza Bolognesi, Óvalo Jorge Chávez y el Parque de la Exposición.
Esta trayecto no se conecta ni con el Metropolitano ni con la Línea 1 del Metro de Lima, pero en un futuro se conectará con la Línea 2 del Metro de Lima a través de las estaciones Tingo María, Parque Murillo y Plaza Bolognesi y la Línea 6 en la estación Perú.

### Terminales
No posee terminales tanto de ida y de vuelta, cuando el trayecto de ida finaliza, las unidades solían girar en U para iniciar su curso de vuelta, pero debido a las obras en la Av. Arica, suelen venir desde Alfonso Ugarte para iniciar su curso de vuelta, aparte de que los buses se estacionan en viviendas de sus propietarios.

### Recorrido
Algunas unidades inician desde el cruce de Av. Próceres de Huandoy con Av. Central, pero la mayoría inicia desde el cruce de Canta Callao con Pacasmayo, esto pasa también con el paradero final, algunas unidades terminan su ruta en la Av. 28 de Julio, pero la mayoría terminan en la Plaza Bolognesi.
| Dirección               | Avenidas y calles |
| ----------------------- | --- |
| Ida Hacia Jesús María   | Av. Los Próceres de Huandoy - Av. Naranjal - Av. Canta Callao - Av. Pacasmayo - Av. Tomás Valle - Prolg. Av. Perú - Av. Perú - Av. Canadá - Av. Nicolás Dueñas - Av. Óscar R. Benavides - Av. Naciones Unidas - Av. República de Venezuela - Jr. Cutervo - Av. Tingo María - Av. Arica Jr. Carhuaz - Av. Alfonso Ugarte - Av. Guzmán Blanco - Av. 28 de Julio                              |
| Vuelta Hacia Los Olivos | Av. 28 de Julio - Av. Guzmán Blanco - Av. Arica - Jr. Breña - Av. España - Jr. Valera - Av. Bolivia - Jr. Huaraz - Av. República de Venezuela - Av. Arica - Av. Prol. Arica - Av. Naciones Unidas - Av. Óscar R. Benavides -Av. Nicolás Dueñas - Av. Canadá - Av. Perú - Prolg. Av. Perú - Av. Tomás Valle - Av. Pacasmayo - Av. Canta Callao - Av. Naranjal - Av. Los Próceres de Huandoy |

Avenidas y calles donde transita el tramo norte por las obras de la Línea 2 en la avenida Arica.

## Tramo Sur
Es el segundo tramo que conecta los distritos de Miraflores y Lurín . El trayecto de esta ruta consta de 72 paradas y dura aproximadamente 1 hora con 40 minutos

### Trayecto
Los autobuses dicho tramo comienzan a operar a las 5:00 a.m. y terminan a las 11:00 p.m. Por los distritos de Miraflores, Santiago de Surco, San Juan de Miraflores, Villa El Salvador, Villa María del Triunfo y [[Distrito de Lurín|Lurín]  en las provincias de Lima; pasando por lugares importantes como el Óvalo de Miraflores, Parque Central de Miraflores, Parque Reducto n.º 2 , Parque de la Amistad María Graña Ottone y el Club Metropolitano Huáscar.
Este tramo a diferencia del primero, si se conecta con el Metropolitano a través de la 
Estación Benavides y de La Línea 1 a través de las estaciones Cabitos y Atocongo, en el futuro con La Línea 3 desde las estaciones Parque Central de Miraflores hasta Alejandro Velasco y Atocongo y la Línea 5 del Metro de Lima y Callao en la estación Benavides.

### Terminales
No tiene terminal de ida, normalmente los buses inician su recorrido en la Avenida Larco para luego usar un carril que le permita girar en U para continuar su recorrido, no obstante si presenta terminal de vuelta, en la calle Pablo Paulet a unos metros de su paradero final, donde se estacionan no solo los buses de esta ruta sino de las rutas IO06, OM37, OM19 y anteriormente IO28B.

### Recorrido
| Dirección               | Avenidas y calles |
| ----------------------- | --- |
| Ida Hacia Lurín         | Av. José Larco - Av. Diagonal - Av. Alfredo Benavides - Av. Caminos del Inca - Av. Tomás Marsano/Santiago de Surco - Av. Los Héroes - C. Antonio Buckingham - C. Joaquín Bernal - Av. San Juan - Av. Ramón Vargas Machuca - Av. César Canevaro - Av. Belisario Suaréz - Av. Miguel Iglesias - Av. Micaela Bastidias - Av. 200 Millas - Av. Revolución - Av. María Reiche - Av. Lima - Jr. José Olaya - Av. Ferrocarril - Av. Pablo Paulet/Paul Poblet                                        |
| Vuelta Hacia Miraflores | Av. Pablo Paulet/Paul Poblet - Av. Ferrocarril - Jr. José Olaya - Av. Lima - Av. María Reiche - Av. Revolución - Av. 200 Millas - Av. Micaela Bastidias - Av. Miguel Iglesias - Av. Belisario Suaréz - Av. César Canevaro - Av. Ramón Vargas Machuca - Av. San Juan - Av. Guillermo Enrique Billinghurst - C. Jesús María - C. Joaquín Bernal - C. Antonio Buckingham - Av. Los Héroes - Av. Tomás Marsano/Santiago de Surco - Av. Caminos del Inca - Av. Alfredo Benavides - Av. José Larco |